# Talipady
 Talipady  là một thị trấn ở phía Nam bang Karnataka, Ấn Độ.